# Ramaria fagetorum
Ramaria fagetorum är en svampart som beskrevs av Maas Geest. ex Schild 1978. Ramaria fagetorum ingår i släktet Ramaria och familjen Gomphaceae.   Inga underarter finns listade i Catalogue of Life.